# ناحیه ایزابل، شهرستان فولتن، ایلینوی
ناحیه ایزابل (به انگلیسی: Isabel Township) یک منطقهٔ مسکونی در ایالات متحده آمریکا است که در شهرستان فولتن، ایلینوی واقع شده‌است. ناحیه ایزابل ۱۵۱ متر بالاتر از سطح دریا واقع شده‌است.